# Line Haddad
Pour les articles homonymes, voir Haddad.
Line Haddad (née le 13 février 1978 à L'Union en Midi-Pyrénées) est une patineuse artistique française de couples. Elle a d'abord patiné pour la France avec Sylvain Privé (jusqu'en 1998) puis pour Israël avec Vitali Lycenko (en 1999/2000). Avec son premier partenaire, elle est championne de France des couples artistique 1992 à treize ans. Quelques semaines plus tard, lors des Jeux olympiques d'hiver de février 1992 à Albertville, elle est la plus jeune athlète de ces jeux. Avec son second partenaire, elle est devenue championne d'Israël 2000.

## Biographie

### Carrière sportive
En 1992, Line Haddad est la plus jeune sportive des Jeux olympiques d'Albertville, fêtant ses quatorze ans le jour du programme libre.
En 1999, elle se sépare de son premier partenaire Sylvain Privé. Elle rejoint alors la fédération israélienne.
En Israël, elle forme une équipe avec Vitali Lycenko, un patineur russe, et ils sont entrainés par un entraineur russe. En 2000, ils sont sacrés champions d'Israël et participent aux championnats d'Europe de janvier 2000 à Vienne, où ils finissent dix-neuvièmes.
Elle met alors un terme à sa carrière amateur et décide de terminer sa maîtrise de langues étrangères à Paris.

### Reconversion
Line Haddad émigre aux États-Unis en 2003 et devient également chorégraphe et entraineuse de patinage artistique pour le Théâtre de New York,.

## Palmarès
Avec deux partenaires différents:
- Sylvain Privé (1991-1998) patinant pour la France
- Vitali Lycenko (1999-2000) patinant pour Israël

| Compétitions individuelles          | 1992    | 1993    | 1994    | 1995    | 1996    | 1997    | 1998    |  | 1999    | 2000    |  |  |  |  |
| Jeux olympiques d'hiver             | 16e     |         |         |         |         |         |         |  |         |         |  |  |  |  |
| Championnats du monde               | 19e     |         | 19e     |         | 18e     |         |         |  |         |         |  |  |  |  |
| Championnats d'Europe               | 12e     |         |         |         | 9e      |         |         |  |         | 19e     |  |  |  |  |
| Championnats de France              | 1re     | 3e      | 2e      | 2e      | 2e      | F       | 2e      |  |         |         |  |  |  |  |
| Championnats d'Israël               |         |         |         |         |         |         |         |  |         | 1re     |  |  |  |  |
|                                     |         |         |         |         |         |         |         |  |         |         |  |  |  |  |
| Grand Prix ISU                      | 1991/92 | 1992/93 | 1993/94 | 1994/95 | 1995/96 | 1996/97 | 1997/98 |  | 1998/99 | 1999/00 |  |  |  |  |
| Skate Canada                        |         | F       | 12e     |         | 6e      |         |         |  |         |         |  |  |  |  |
| Coupe d'Allemagne                   |         | 8e      |         |         | 10e     |         | A       |  |         |         |  |  |  |  |
| Trophée de France                   | 9e      | 6e      |         |         | 9e      |         | 8e      |  |         |         |  |  |  |  |
| Légende : F = Forfait ; A = Abandon |         |         |         |         |         |         |         |  |         |         |  |  |  |  |